# كلية العلوم بقابس
كلية العلوم بقابس هي الكلية الوحيدة ضمن مؤسسات التعليم العالي التابعة لجامعة قابس، وأهمها من حيث عدد الطلبة. أنشئت بمقتضى القانون عدد 88 لسنة 1996 المؤرخ في 6 نوفمبر 1996، وهي تتمتع بالشخصية المدنية والاستقلال المالي.

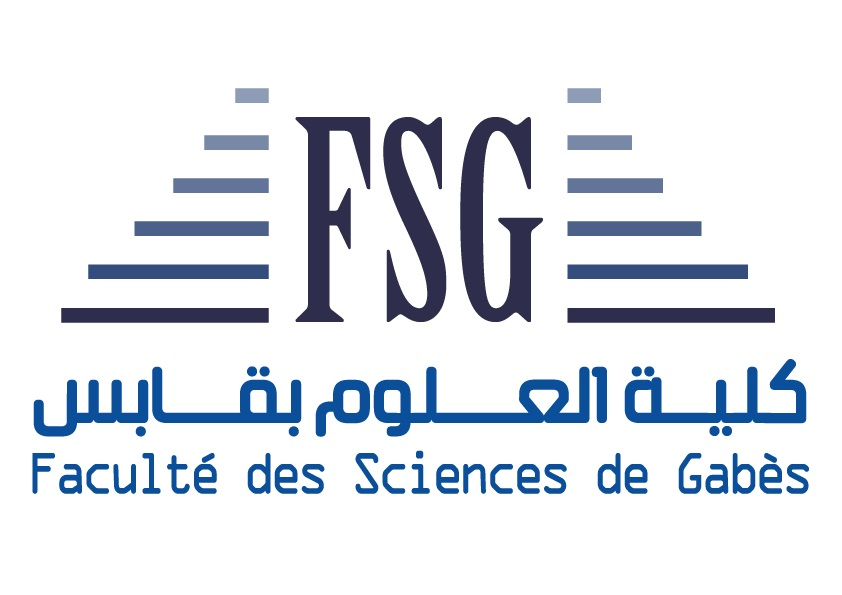
شعار كلية العلوم بقابس

## أرقام

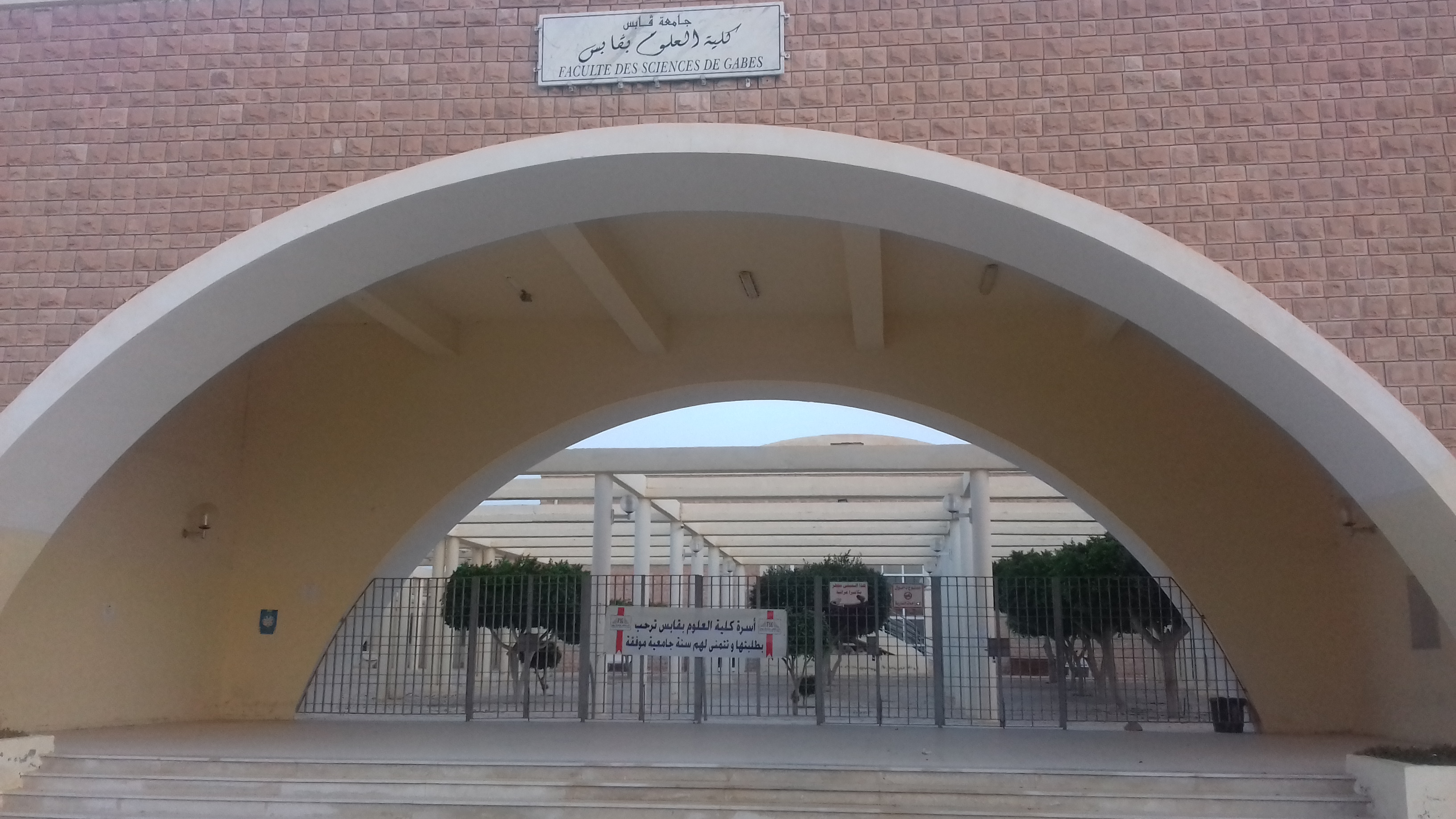
كلية العلوم بقابس

- طبقا لإحصائيات 2007-2008 يدرس بكلية العلوم بقابس 4381 طالبا من بينهم 2469 طالبة.
- في السنة الدراسية 2006-2007 كان إطارها التدريسي يتكون من 180 أستاذ يتوزعون كما يلي: 9 من صنف أستاذ وأستاذ محاضر، 148 من صنف مساعد وأستاذ مساعد وو23 أستاذة تعليم ثانوي.

## أقسامها
توجد بكلية العلوم بقابس الأقسام الأربعة التالية:
- الفيزياء
- الكيمياء
- الرياضيات والإعلامية
- علوم الحياة والأرض

## الشهادات
تمنح كلية العلوم بقابس الشهادات التالية:
- شهادة الدراسات الجامعية للمرحلة الأولى في أحد الاختصاصات الأربعة التالية: رياضيات إعلامية/ علوم المادة /علوم الحياة والأرض/ علوم الحياة
- الشهادة الجامعية للتكنولوجيا في أحد الاختصاصين: 1-الإعلامية الصناعية والأدواتية الإلكترونية؛ 2- رسكلة وتثمين النفيات
- شهادة الأستاذية في أحد الاختصاصات التالية:
  - الرياضيات
  - العلوم الفيزيائية
  - الفيزياء وتطبيقاتها
  - علوم الحياة والأرض
  - علوم الحياة
  - كيمياء تطبيقية
  - الإعلامية
- شهادة الماجستير في الرياضيات.

## وصلة خارجية
- موقع كلية العلوم بقابس.